# Lonchocarpus guillemineanus
Lonchocarpus guillemineanus là một loài thực vật có hoa trong họ Đậu. Loài này được (Tul.) Malme miêu tả khoa học đầu tiên.